# Phyllonorycter echinosparti
Phyllonorycter echinosparti là một loài bướm đêm thuộc họ Gracillariidae. Nó được tìm thấy ở Bồ Đào Nha.
Ấu trùng ăn Echinospartum lusitanicum. Chúng có thể ăn lá nơi chúng làm tổ.